# Stressed Out (canción de A Tribe Called Quest)
«Stressed Out» es un sencillo lanzado el 11 de noviembre de 1996 por el grupo A Tribe Called Quest. Este sencillo salió al mercado a través de la discográfica Jive.
Integrado por cinco versiones de la canción “Stressed Out”, el sencillo contó con las participaciones de Faith Evans, en las primeras dos versiones (junto a Raphael Saadiq, en la segunda versión). La cantante islandesa Björk participó con el resto, interpretando la tercera y realizando las remezclas de las últimas dos.

## Lista de canciones
1. «Stressed out» (4:47) - con la participación de Faith Evans (Baby phife version - full)
2. «Stressed out» (5:28) - con la participación de Faith Evans y Raphael Saadiq (Raphael Saadiq's remix)
3. «Stressed out» (1:49) - con la participación de Björk (Björks's married to the mob mix)
4. «Stressed out» (4:24) - con la participación de Faith Evans (Björks Dandelions mix)
5. «Stressed out» (4:16) - con la participación de Faith Evans (Björks Soy dip mix)